# Czechosłowacka Liga Hokejowa
Czechosłowacka liga hokejowa (cs. Československá hokejová liga, w skrócie ČHL) – najwyższa w hierarchii klasa męskich ligowych rozgrywek hokeja na lodzie w Czechosłowacji, będąca jednocześnie najwyższym szczeblem centralnym (I poziom ligowy). Zmagania w jej ramach toczyły się cyklicznie (co sezon) przez 50 edycji, od sezonu 1936/37 do sezonu 1992/93, systemem kołowym, od edycji 1985/86 na stałe z fazą play-off na zakończenie każdego z sezonów i przeznaczone były dla najlepszych czechosłowackich drużyn klubowych. Jej triumfator zostawał mistrzem Czechosłowacji, zaś od sezonu 1952/53 najsłabsze zespoły relegowane były na II szczebel ligowy. W najwyższej lidze czechosłowackiej pod różnymi nazwami wzięły udział 43 drużyny z 30 miast, zaś najwięcej klubów miało siedzibę w Pradze (10 ekip). Żaden zespół nie wystąpił we wszystkich 50 edycjach tych rozgrywek, a najwięcej sezonów ma na koncie Sparta Praga (49).

## Historia
Po raz pierwszy mistrzostwa Czechosłowacji w hokeju na lodzie zorganizowano w sezonie 1929/30, a rozgrywane były one w formule nieligowej. Czechosłowacką ligę hokejową utworzono w 1936 r., a pierwszą edycją zmagań w systemie ligowym był sezon 1936/37. W latach 1938–1948 o wyłonieniu mistrza Czechosłowacji decydował dodatkowy mecz finałowy, po zakończeniu rozgrywek w formule ligowej. W 1939 r. mistrzostwa nie zostały one dokończone z powodu wybuchu II wojny światowej. W czasie działań wojennych w latach 1940–1944 na obszarze Protektoratu Czech i Moraw systemem ligowym przeprowadzano mistrzostwa Protektoratu Czech i Moraw, natomiast na terytorium Republiki Słowackiej rozgrywano ligę słowacką. Na skutek zwiększenia liczby drużyn i meczów ligowych w Czechosłowacji wybudowano wiele krytych lodowisk. W sezonie 1959/60 po raz ostatni zmagania przeprowadzono w dwóch rundach. Od sezonu 1960/61 do sezonu 1964/65 po rundzie zasadniczej rywalizację podzielono na dwie grupy: o miejsca o 1-6 i o miejsca 7-12. Od sezonu 1965/66 rozgrywki odbywały się w czterech rundach, natomiast w sezonie 1967/68 spotkania prowadziło trzech arbitrów, zgodnie z zaleceniami IIHF. W dwóch sezonach: 1970/71 oraz 1972/73, po zakończeniu fazy zasadniczej wprowadzono dwurundową fazę play-off (półfinały i finał), lecz taka formuła się jeszcze wówczas nie przyjęła. W sezonach 1980/81 i 1981/82, gdy w regulaminowym czasie spotkania kończyły się remisem, mecz przedłużano o 10 minut z zasadą „złotego gola”, a w przypadku braku zmiany wyniku rozgrywano serię rzutów karnych. Od lat 40. - ze względów politycznych - nie umożliwiano gry w lidze czechosłowackiej zawodnikom zagranicznym, jednocześnie hokeiści czechosłowaccy nie mogli wyjeżdżać z kraju (zezwalano na to wyłącznie zasłużonym graczom po ukończeniu przez nich 32. roku życia). Od sezonu 1985/86, po zakończeniu fazy zasadniczej na stałe wprowadzono trzyrundową fazę play-off (ćwierćfinały, półfinały i finał). W 1989 r., po Jesieni Ludów, coraz więcej młodych czechosłowackich zawodników wyjeżdżało z kraju – do silnych ligi europejskich, ale przede wszystkim do Kanady lub Stanów Zjednoczonych, by grać w NHL. Od sezonu 1990/91 w lidze występowało 14 drużyn, a w sezonie 1991/92 liga była podzielona na grupę wschodnią i zachodnią. Po rozpadzie Czechosłowacji sezon 1992/1993 okazał się być ostatnim we wspólnej lidze czechosłowackiej. W 1993 r. utworzone oddzielne systemy ligowe w Czechach i na Słowacji, a najwyższymi klasami rozgrywkowymi były odpowiednio ekstraliga czeska oraz ekstraliga słowacka.

## Sezony
| Sezon     | 1. miejsce               | 2. miejsce                 | 3. miejsce                       | Król strzelców                              |
| --------- | ------------------------ | -------------------------- | -------------------------------- | ------------------------------------------- |
| 1936/1937 | LTC Praga                | Sparta Praga               | Stadion Czeskie Budziejowice     | Josef Maleček (16 goli)                     |
| 1937/1938 | LTC Praga                | Sparta Praga               | ČLTK Praga HC Tatry              | Mike Buckna (14 goli)                       |
| 1945/1946 | LTC Praga                | ČLTK Praga                 | Slovan Bratysława Sparta Praga   | Vladimír Kobranov (10 goli)                 |
| 1946/1947 | LTC Praga                | ČLTK Praga                 | Slovan Bratysława VŠ Bratysława  | Vladimír Zábrodský (17 goli)                |
| 1947/1948 | LTC Praga                | ČLTK Praga                 | Slovan Bratysława Stadion Podolí | Vladimír Kobranov (20 goli)                 |
| 1948/1949 | LTC Praga                | Sokół Bratysława           | ATK Praha                        | Vladimír Zábrodský (19 goli)                |
| 1949/1950 | ATK Praha                | Sokol Ostrawa              | Zdar LTC Praga                   | Augustin Bubník (26 goli)                   |
| 1950/1951 | JNV Czeskie Budziejowice | Sokol Ostrawa              | GZ Královo Pole                  | Čeněk Pícha (24 gole)                       |
| 1951/1952 | Sokol Ostrawa            | ATK Praha                  | Tatra Smíchov                    | Oldřich Seiml Miroslav Kluc (po 23 gole)    |
| 1952/1953 | Spartak Praga Sokołowo   | Baník Ostrawa              | Slavoj Czeskie Budziejowice      | Miroslav Kluc (33 gole)                     |
| 1953/1954 | Spartak Praga Sokołowo   | RH Brno                    | Křídla vlasti Ołomuniec          | Vladimír Zábrodský (30 goli)                |
| 1954/1955 | RH Brno                  | Tankista Praga             | Baník Chomutów                   | Miroslav Kluc (25 goli)                     |
| 1955/1956 | RH Brno                  | Baník Chomutów             | Spartak Praga Sokołowo           | Miroslav Kluc (26 goli)                     |
| 1956/1957 | RH Brno                  | Spartak Praga Sokołowo     | Spartak Pilzno                   | Vladimír Zábrodský (33 gole)                |
| 1957/1958 | RH Brno                  | Spartak Pilzno             | VŽKG Ostrava                     | Václav Pantůček (27 goli)                   |
| 1958/1959 | Sokol Kladno             | Spartak Pilzno             | RH Brno                          | Vladimír Zábrodský (23 gole)                |
| 1959/1960 | RH Brno                  | Slovan Bratysława          | Dynamo Pardubice                 | Ján Starší (28 goli)                        |
| 1960/1961 | RH Brno                  | Slovan Bratysława          | Spartak Praga Sokołowo           | Václav Pantůček Jozef Golonka (po 35 goli)  |
| 1961/1962 | RH Brno                  | Slovan Bratysława          | Dukla Jihlava                    | Josef Vimmer (38 goli)                      |
| 1962/1963 | ŽKL Brno                 | Spartak Praga Sokołowo     | Slovan Bratysława                | Jaroslav Volf (28 goli)                     |
| 1963/1964 | ŽKL Brno                 | Slovan Bratysława          | Dukla Jihlava                    | Josef Černý (44 gole)                       |
| 1964/1965 | ŽKL Brno                 | Slovan Bratysława          | Spartak Praga Sokołowo           | Zdeněk Špaček (33 gole)                     |
| 1965/1966 | ŽKL Brno                 | Dukla Jihlava              | Slovan Bratysława                | Jan Klapáč (41 goli)                        |
| 1966/1967 | Dukla Jihlava            | Spartak Praga              | ŽKL Brno                         | Václav Nedomanský (40 goli)                 |
| 1967/1968 | Dukla Jihlava            | ŽKL Brno                   | Spartak Praga                    | Jan Havel (38 goli)                         |
| 1968/1969 | Dukla Jihlava            | ŽKL Brno                   | Slovan Bratysława                | Jaroslav Jiřík (36 goli)                    |
| 1969/1970 | Dukla Jihlava            | Slovan Bratysława          | ŽKL Brno                         | Josef Černý (32 gole)                       |
| 1970/1971 | Dukla Jihlava            | ŽKL Brno                   | Slovan Bratysława                | Jan Havel (32 gole)                         |
| 1971/1972 | Dukla Jihlava            | Slovan Bratysława          | Sokol Kladno                     | Václav Nedomanský (31 goli)                 |
| 1972/1973 | Tesla Pardubice          | Dukla Jihlava              | Slovan Bratysława                | Milan Nový (39 goli)                        |
| 1973/1974 | Dukla Jihlava            | Spartak Praga              | Tesla Pardubice                  | Václav Nedomanský (46 goli)                 |
| 1974/1975 | Sokol Kladno             | Tesla Pardubice            | Dukla Jihlava                    | Milan Nový (44 gole)                        |
| 1975/1976 | Sokol Kladno             | Tesla Pardubice            | Dukla Jihlava                    | Milan Nový (32 gole)                        |
| 1976/1977 | Sokol Kladno             | Dukla Jihlava              | Spartak Praga                    | Milan Nový (59 goli)                        |
| 1977/1978 | Poldi Kladno             | CHZ Litvínov               | Spartak Praga                    | Jaroslav Pouzar (42 gole)                   |
| 1978/1979 | Slovan Bratysława        | Dukla Jihlava              | TJ Vítkovice                     | Vladimír Martinec (42 gole)                 |
| 1979/1980 | Poldi Kladno             | Dukla Jihlava              | Slovan Bratysława                | Vincent Lukáč (43 gole)                     |
| 1980/1981 | TJ Vítkovice             | Motor Czeskie Budziejowice | Poldi Kladno                     | Jiří Lála (40 goli)                         |
| 1981/1982 | Dukla Jihlava            | Poldi Kladno               | CHZ Litvínov                     | Igor Liba (35 goli)                         |
| 1982/1983 | Dukla Jihlava            | TJ Vítkovice               | Tesla Pardubice                  | Vincent Lukáč (49 goli)                     |
| 1983/1984 | Dukla Jihlava            | CHZ Litvínov               | Tesla Pardubice                  | Vladimír Růžička (31 goli)                  |
| 1984/1985 | Dukla Jihlava            | VSŽ Košice                 | TJ Gottwaldov                    | Vladimír Růžička Oldřich Válek (po 38 goli) |
| 1985/1986 | VSŽ Košice               | Dukla Jihlava              | Tesla Pardubice                  | Vladimír Růžička (41 goli)                  |
| 1986/1987 | Tesla Pardubice          | Dukla Jihlava              | Spartak Praga                    | Ján Jaško (33 gole)                         |
| 1987/1988 | VSŽ Košice               | Spartak Praga              | Dukla Jihlava                    | Vladimír Růžička (38 goli)                  |
| 1988/1989 | Tesla Pardubice          | Dukla Trenczyn             | VSŽ Košice                       | Vladimír Růžička (46 goli)                  |
| 1989/1990 | Spartak Praga            | Dukla Trenczyn             | CHZ Litvínov                     | Robert Reichel (49 goli)                    |
| 1990/1991 | Dukla Jihlava            | CHZ Litvínov               | Dukla Trenczyn                   | Ladislav Lubina (41 goli)                   |
| 1991/1992 | Dukla Trenczyn           | Škoda Pilzno               | Chemopetrol Litvínov             | Žigmund Pálffy (41 goli)                    |
| 1992/1993 | Spartak Praga            | TJ Vítkovice               | Dukla Trenczyn                   | Jan Čaloun (44 gole)                        |

## Klasyfikacja medalowa
| Lp.     | Państwo                                       | Złoty | Srebrny | Brązowy | Razem |
| ------- | --------------------------------------------- | ----- | ------- | ------- | ----- |
| 1.      | Dukla Jihlava                                 | 12    | 7       | 5       | 24    |
| 2.      | GZ Královo Pole/RH/ŽKL Brno                   | 11    | 4       | 4       | 18    |
| 3.      | Sokol/Poldi Kladno                            | 6     | 1       | 2       | 9     |
| 4.      | LTC/Zdar Praga/Tatra Smíchov                  | 6     | 0       | 2       | 8     |
| 5.      | Sparta Praga                                  | 4     | 7       | 8       | 19    |
| 6.      | Dynamo/Tesla Pardubice                        | 3     | 2       | 5       | 10    |
| 7.      | Sokol/Baník/VŽKG Ostrawa/TJ Vítkovice         | 2     | 5       | 2       | 9     |
| 8.      | VSŽ Košice                                    | 2     | 1       | 1       | 4     |
| 9.      | Slovan/Sokół Bratysława                       | 1     | 8       | 9       | 18    |
| 10.     | Dukla Trenczyn                                | 1     | 2       | 2       | 5     |
| 11.     | ATK Praha                                     | 1     | 1       | 1       | 3     |
| 12.     | JNV/Motor/Slavoj/Stadion Czeskie Budziejowice | 1     | 1       | 2       | 4     |
| 13.     | CHZ/Chemopetrol Litvínov                      | 0     | 3       | 3       | 6     |
| 14.     | ČLTK Praga                                    | 0     | 3       | 1       | 4     |
| 14.     | Škoda/Spartak Pilzno                          | 0     | 3       | 1       | 4     |
| 16.     | Baník Chomutów                                | 0     | 1       | 1       | 1     |
| 17.     | Tankista Praga                                | 0     | 1       | 0       | 1     |
| 18.     | HC Tatry                                      | 0     | 0       | 1       | 1     |
| 18.     | Křídla vlasti Ołomuniec                       | 0     | 0       | 1       | 1     |
| 18.     | Stadion Podolí                                | 0     | 0       | 1       | 1     |
| 18.     | TJ Gottwaldov                                 | 0     | 0       | 1       | 1     |
| 18.     | VŠ Bratysława                                 | 0     | 0       | 1       | 1     |
| Łącznie | Łącznie                                       | 50    | 50      | 54      | 154   |

## Literatura
- Karel Gut, Václav Pacina: Malá encyklopedie ledního hokeje. Praga: Olympia Praha, 1986. Brak numerów stron w książce

## Link zewnętrzny
- Historia czechosłowackiego i czeskiego hokeja na lodzie (cz.)